# Doraemon: Nobita và nước Nhật thời nguyên thủy (phim 2016)
Doraemon: Phiên bản mới • Nobita và nước Nhật thời nguyên thủy (Nhật: ドラえもん 新・のび太の日本誕生 Hepburn: Doraemon: Shin・Nobita no Nippon Tanjō, n.đ. Doraemon: Tân - Nobita trong Nhật Bản đản sinh) là một bộ phim điện ảnh Nhật Bản 2016. Đây là phim thứ 36 trong loạt phim điện ảnh Doraemon và là phim thứ 11 trong mùa hai do Yakuwa Shinnosuke phụ trách kịch bản và là đạo diễn. Bộ phim xoay quanh về chuyến phiêu lưu Nobita và những người bạn tại đất nước Nhật Bản thời sơ khai 70.000 năm trước và giúp Kukuru bảo vệ bộ tộc chống lại Gigazombie. Ca khúc mở đầu phim là "Yume wo Kanaete Doraemon" (夢をかなえてドラえもん, dịch nghĩa Có Doraemon, giấc mơ thành hiện thực) do MAO trình bày và ca khúc kết thúc là "Sora E" (空へ, dịch nghĩa Tiến tới bầu trời) do Yamazaki Masayoshi trình bày. Phim dự kiến khởi chiếu vào ngày 5 tháng 3 năm 2016 tại Nhật Bản và chính thức phát hành đĩa Blu-ray và DVD vào ngày 10 tháng 8 năm 2016.. Chủ đề chính của phim là 70.000 năm - Tình bạn vượt thời gian. Tại Việt Nam phim khởi chiếu tại các rạp từ 27 tháng 5 năm 2016 với hai định dạng: phụ đề và lồng tiếng Việt. Phần lồng tiếng Việt được thực hiện bởi đội ngũ diễn viên lồng tiếng kênh HTV3 (Công ty Cổ phần Truyền thông Thanh Thiếu Nhi). Tác phẩm cũng đã được chuyển thể thành tranh truyện màu trên khổ giấy B6 và được Tentōmushi Comics của Shogakukan phát hành vào ngày 28 tháng 7 năm 2016.
Một trò chơi điện tử cùng tên do Nintendo 3DS dự kiến phát hành vào ngày 3 tháng 3 năm 2016 . 

## Nội dung
Trong thế kỷ 21, Nobita đã nảy ra ý tưởng sẽ rời khỏi nhà và tìm một nơi tốt đẹp hơn để tạm sống. Cùng lúc đó, những người bạn của Nobita là Shizuka, Gian, Suneo và Doraemon cũng muốn trốn chạy khỏi ngôi nhà của mình vì nhiều lý do khác nhau. Từ đó, Nobita đã đề xuất cả nhóm sẽ đi ngược thời gian, trở về quá khứ để đến sống một nơi ít người. Tất cả đều đồng ý và quyết định quay ngược thời gian trở về Nhật Bản thời nguyên thủy ở thời điểm 70.000 năm trước. Khi đến đây, nhóm bạn đã cùng nhau xây dựng nên ngôi nhà của riêng mình và ít lâu sau, cả nhóm lại quyết định trở về Nhật Bản thời hiện đại. Tuy nhiên, một cậu bé tên là Kukuru, ăn mặc như người nguyên thủy, đột nhiên xuất hiện trong nhà của Nobita. Nobita đã mang Kukuru trở về quá khứ và nhờ Máy đo độ chấn động không gian của Doraemon, nhóm Nobita biết cậu thuộc bộ tộc Hikari đến từ vị trí thuộc An Huy, Trung Quốc hiện nay. Bộ tộc nơi Kukuru đang ở đã bị tấn công bởi những kẻ xấu đến từ bộ tộc Kurayami. Nobita và Doraemon quyết định tham gia chuyến hành trình giúp đỡ Kukuru bên cạnh các người bạn: Pega, Dorako và Guri, đi tìm đoàn người bộ tộc Hikari đang bị tên quỷ Gigazonbi bắt đi. Sau nhiều ngày họ đã đối mặt với đoàn nô lệ, một trận chiến đã diễn ra, kết quả là nhóm bạn Doraemon đánh bại tên hung thần đất sét Tsuchidama và giành chiến thắng. Họ đưa đoàn người đến Nhật Bản sinh sống và an tâm rằng bộ tộc Hikari có một cuộc sống an toàn. Thế nhưng khi quay về thế giới hiện tại, Doraemon đã nghiên cứu và biết rằng tên quỷ Gigazonbi không phải là người bình thường, hắn có một phép thuật siêu nhiên của thế kỉ 23. Nobita và các bạn quay về thời tiền sử ngay nhưng đã quá muộn, đoàn người bộ tộc Hikari an cư chưa được bao lâu thì đã bị bắt đi một lần nữa. Nhóm bạn quyết định đến tận sào huyệt của Gigazonbi để giải cứu bộ tộc.
Họ đi đến một vùng lạnh giá đầy băng tuyết ở phía Bắc theo hướng dẫn của gậy thần dẫn đường. Không may Nobita đã bị rơi lại giữa đường. Những người còn lại tìm ra một hang động và sử dụng bình cứu nạn để giải cứu Nobita nhưng lại bị một Tsuchidama khác - tay sai của Gigazonbi phá hủy. Trong khi chờ đợi, nhóm bạn phát hiện ra cái hang mà mình đang trú ẩn chính là căn cứ của bọn Gigazonbi, họ xông thẳng vào nhưng lại bị Gigazonbi bắt sống. Trong khi đó Nobita được Pega, Dorako và Guri cứu sống và cưỡi chúng tìm Doraemon và các bạn. Cậu đến vừa kịp lúc khi Doraemon, Jaian, Suneo, Shizuka sắp bị ăn thịt bởi loài báo nanh dài hung dữ. Nhóm bạn cùng với bộ tộc Hikari đã được Nobita giải cứu trước đó đứng lên chống trả lại Gigazonbi. Tranh thủ cả hai bộ tộc chiến đấu với nhau, nhóm bạn đuổi theo Gigazonbi nhưng hắn dùng tượng Voi Khổng Lồ làm từ kim loại có ký ức cản đường để kích họa cỗ máy phá hủy đường hầm thời gian bằng hạt Plasma mà hắn đã chế tạo trước đó nhằm tránh bị cảnh sát thời gian phát giác. Thế nhưng nhóm bạn đã nhanh chóng đánh bại tượng Voi Khổng Lồ và vào tận bên trong. Trong khi nhóm bạn ngăn cản Gigazonbi, Kukuru phá hủy cỗ máy bằng cách nhảy lên quả cầu plasma bẻ gãy cột ăngten của nó. Nhân cơ hội đó, nhóm bạn nhanh chóng tóm gọn Gizazonbi và cảnh sát thời gian đến áp giải hắn đi ngay sau đó, căn cứ của Gigazonbie bị phá huỷ. Chưa dừng lại ở đó, Pega, Dorako, Guri buộc phải đưa đến công viên không tưởng ở tương lai do chúng không thể tồn tại ở mọi thời đại nào, Nobita phải chia tay chúng trong nước mắt.

## Sản xuất
| Nhân vật                                  | Diễn viên lồng tiếng                        | Diễn viên lồng tiếng           |
| Nhân vật                                  | Nhật Bản                                    | Việt Nam                       |
| ----------------------------------------- | ------------------------------------------- | ------------------------------ |
| Doraemon                                  | Mizuta Wasabi                               | Thùy Tiên                      |
| Nobita                                    | Ohara Megumi                                | Hoàng Khuyết                   |
| Shizuka                                   | Kakazu Yumi                                 | Ái Phương                      |
| Jaian (Gian)                              | Kimura Subaru                               | Thiện Trung                    |
| Suneo                                     | Seki Tomokazu                               | Minh Vũ                        |
| Dorami                                    | Chiaki                                      | Kiều Oanh                      |
| Mẹ của Jaian (Gian)                       | Takeuchi Miyako                             | Kiều Oanh                      |
| Mẹ của Nobita                             | Mitsuishi Kotono                            | Hoài Thương                    |
| Ba của Nobita                             | Matsumoto Yasunori                          | Trí Luân                       |
| Kukuru                                    | Shiraishi Ryōko                             | Kim Anh                        |
| Gigazonbi                                 | Ōtsuka Hōchū                                | Tất My Ly                      |
| Bộ tộc Kurayami                           | Tanahashi Hiroshi Makabe Togi Kojima Yoshio | Quang Tuyên Tuấn Anh Tấn Phong |
| Tsuchidama                                | Yanaka Hiroshi                              | Chơn Nhơn                      |
| Pega                                      | Shimowada Hiroki                            | Ngọc Quyên                     |
| Guri                                      | Itō Miyako                                  | Thúy Hằng                      |
| Dorago                                    | Kaida Yuki                                  | Chánh Tín                      |
| Tajikara                                  | Kōji Ishii                                  | Trần Vũ                        |
| Koiyame                                   | Hisakawa Aya                                | Linh Phương                    |
| Trưởng lão tộc Hikari                     | Yada Minoru                                 | Hạnh Phúc                      |
| Đội trưởng Cảnh sát thời gian             | Hisakawa Aya                                | Kim Ngọc                       |
| Giọng nói lập trình trên Cỗ máy thời gian | Ito Miyako                                  | Thanh Lộc                      |

Hình ảnh nhân vật Kukuru trong phim

Khoảng tháng 6 năm 2014, nội dung Nobita no Nippon Tanjō được chọn làm lại. Đến tháng 9 cùng năm, nội dung kịch bản được mở rộng và cuối hoàn ráp thành bộ phim hoàn chỉnh vào tháng 2 năm 2016.
Vào ngày 10 tháng 7 năm 2015, Fujiko Pro tiết lộ phim Doraemon thứ 36 sẽ là phiên bản làm lại của Doraemon: Nobita và nước Nhật thời nguyên thủy (1989). Vào ngày 15 tháng 7 năm 2015 trang web phim chính thức mở cửa và trailer phim ra mắt vào ngày 24 tháng 7 năm 2015.. Ngày 21 tháng 10 năm 2015 diễn viên lồng tiếng trong phim được công bố. Khác với những bộ phim trước mặc dù phim chỉ làm trong định dạng 2D nhưng phần áp phích quảng bá phim được tạo dựng với nét 3D.
Phim được sản xuất bởi Okano Shingo, chỉ đạo hoạt họa là Maruyama Kōichi, đạo diễn nghệ thuật là Shimizu Toshiyuki, đạo diễn lồng tiếng là Tanaka Akiraki, âm nhạc do Sawada Kan phụ trách.
Untaka Dansu
Untaka Dansu là một vũ điệu được tạo ra nhằm cổ động được thực hiện bởi nhóm Untaka! Dora Dora.
Trong số phát sóng phim hoạt hình Doraemon từ 31 tháng 10 năm 2015 vũ điệu này được sử dụng làm phần âm nhạc kết thúc chương trình.
Sân khấu được dàn dựng với bối cảnh 70.000 năm trước và người thực hiện mặc trang phục thời nguyên thủy để tạo cảm giác cổ đại cho người xem.
Untaka! Dora Dora-dan
- Tanahashi Hiroshi
- Makabe Togi
- Kojima Yoshio
- Eva (diễn viên nhí)

Ngoài việc vũ điệu được tạo ra nhằm mục đích tuyên truyền thì đây cũng là một thử thách mà ban sản xuất đặt ra cho các seiyu như Tanahashi, Makabe và Kojima.
Âm nhạc và vũ đạo
Untaka Dansu (Vũ điệu nguyên thủy)
Nhạc và lời: Hirano Ko
Biên đạo múa: Furikkekagyou air:man
Chuyển định dạng phim sang công nghệ 4K
Jupiter Telecom hay còn gọi là J:COM on demand quyết định chuyển định dạng cũ phim Doraemon: Nobita và nước Nhật thời nguyên thủy (1989) sang công nghệ 4K. Đây cũng là phim đầu tiên trong series phim Doraemon điện ảnh sử dụng công nghệ 4K. Phim sẽ được phát sóng tại J:COM on demand từ 28 tháng 2 đến 31 tháng 5 năm 2016.

## Phản hồi

### Đón nhận
Được Toho công chiếu trên 374 màn hình, trong hai ngày đầu ra mắt 5 và 6 tháng 3 năm 2016 phim thu về được 637 035 600 yên 
(~ 5,6 triệu đôla Mỹ) từ 544,816 người xem đứng đầu bảng xếp hạng doanh thu phòng vé tại Nhật Bản . Trong hai ngày 12 và 13 tháng 3 năm 2016 phim thu về thêm 485 triệu Yên (4,2 triệu đô la Mỹ) từ 415 200 lượt người xem tiếp tục dẫn đầu bảng xếp hạng phòng vé . Đến ngày 19 và 20 phim chạm mốc 2 tỉ yên khi thu về thêm 399 929 400 yên (3,5 triệu đô la Mỹ) từ 347 137 người xem và giữ vững vị trí đầu bảng xếp hạng phòng vé . Sang 26-27 tổng doanh thu đạt được là 2 552 345 400 Yên (khoảng 22.6 triệu đô la Mỹ) 
Sau Nhật Bản, một số quốc gia trên thế giới đã ra mắt. Ở Malaysia phim được công chiếu vào ngày 26 tháng 5 năm 2016. Ở Việt Nam phim được công chiếu vào ngày 27 tháng 5 năm 2016. Ở Singapore phim được công chiếu vào ngày 9 tháng 6 năm 2016. Ở Đài Loan phim được công chiếu vào ngày 1 tháng 7 năm 2016. Ở Trung Quốc phim được công chiếu vào ngày 22 tháng 7 năm 2016. Ở Hồng Kông phim được công chiếu vào ngày 4 tháng 8 năm 2016. Ở Thái Lan phim được công chiếu vào ngày 8 tháng 12 năm 2016.

### Ảnh hưởng
Triển lãm trưng bày "Nobita và nước Nhật thời nguyên thủy" diễn ra tại Fujiko F. Fujio Museum (Bảo tàng Fujiko F. Fujio) từ ngày 10 tháng 7 năm 2015 cho đến tháng 6 năm 2016 
Yume no Petto Tanjou Contest hay còn gọi Cuộc thi sinh nhật thú cưng mộng ảo là cuộc thi vẽ tranh do Shogakukan phát động nhằm tìm ra bức tranh đẹp nhất do thí sinh vẽ ra. Các bài thi vẽ đoạt giải sẽ được đưa vào trong phim này ở phần kết thúc phim khi nhạc chủ đề vang lên.